# Brandenburg
Brandenburg (; spodnjenemško Brannenborg; polabsko Branibor; dolnjelužiškosrbsko Bramborska), uradno dežela Brandenburg (nemško Land Brandenburg; spodnjenemško Land Brannenborg; spodnjelužiško Kraj Bramborska), je dežela v severovzhodni Nemčiji. Brandenburg na severu meji z Mecklenburgom - Predpomorjansko, na zahodu s Saško - Anhaltom, vmes kratek odsek s Spodnjo Saško, na jugu s Saško in na vzhodu preko državne meje na Odri in Nisi s Poljsko. S površino 29.480 kvadratnih kilometrov in populacijo 2,5 milijona prebivalcev je peta največja nemška dežela po površini in deseta najbolj naseljena. Potsdam je glavno mesto in največje mesto države, druga večja mesta pa so Cottbus (Chóśebuz, središče spodnjih Lužiških Srbov), Brandenburg an der Havel in Frankfurt ob Odri.
Brandenburg obdaja državno prestolnico in mesto-deželo Berlin in skupaj tvorita metropolitansko regijo Berlin/Brandenburg, tretje največje metropolitansko območje v Nemčiji s skupno okoli 6,2 milijona prebivalcev. Leta 1996 je prišlo do neuspešnega poskusa združitve obeh dežel in sodelujeta pri številnih zadevah še danes.
Brandenburg je nastal v Severni marki v 900-letih našega štetja z območij, ki so jo osvojili Vendi. Kasneje je postal mejna grofija Brandenburg, glavna kneževina Svetega rimskega cesarstva. V 15. stoletju je prišla pod oblast rodbine Hohenzollern in bila volilna kneževina, ki je kasneje postala tudi vladarska hiša Vojvodske Prusije in ustanovila Brandenburg-Prusijo, jedro poznejše kraljevine Prusije. Od leta 1815 do 1947 je bil Brandenburg provinca Prusije.
Po ukinitvi Prusije po drugi svetovni vojni je sovjetska vojaška uprava v Nemčiji ustanovila Brandenburg kot državo, ki je leta 1949 postala dežela Nemške demokratične republike. Leta 1952 je bila država razpuščena in razdeljena na več regionalnih okrožij. Po združitvi Nemčije je bil Brandenburg ponovno ustanovljen leta 1990 in je postal ena od petih novih dežel Zvezne republike Nemčije.
Izvor imena Brandenburg naj bi bil zahodnoslovanski brani boru, kar pomeni 'obrambni gozd'.

## Zgodovina
V poznem srednjem veku in zgodnjem novem veku je bil Brandenburg ena od sedmih volilnih dežel Svetega rimskega cesarstva in je skupaj s Prusijo tvoril prvotno jedro Nemškega cesarstva, prve združene nemške države. Od leta 1415 ga je vodila dinastija Hohenzollern, v njem pa je bila bodoča nemška prestolnica Berlin. Po letu 1618 sta se mejna grofija Brandenburg in vojvodina Prusija združili v Brandenburg-Prusijo, ki ji je vladala ista veja hiše Hohenzollern. Leta 1701 je bila država povzdignjena v Kraljevino Prusija. Frankovski Nürnberg in Ansbach, švabski Hohenzollern, vzhodnoevropske povezave Berlina in status brandenburškega vladarja kot volilnega kneza so skupaj prispevali k vzponu te države.

### Zgodnji srednji vek
Brandenburg leži na ozemlju, v antiki znanem kot Magna Germania, ki je segalo do reke Visle. Do 7. stoletja naj bi se na območju Brandenburga naselila slovanska ljudstva. Slovani so se razširili z vzhoda, morda so jih iz svojih domovin v današnji Ukrajini in morda Belorusiji pregnali vdori Hunov in Avarov. Močno so se zanašali na rečni promet. Dve glavni slovanski skupini na današnjem območju Brandenburga sta bili Heveli na zahodu in Sprevani na vzhodu.
V začetku 10. stoletja so Henrik I. Nemški (imenovan Ptičar) in njegovi nasledniki osvojili ozemlje do reke Odre. Slovanske naselbine, kot so Brenna (Brandenburg an der Havel), Budusin (Bautzen) in Chośebuz (Cottbus), so prišle pod cesarski nadzor z namestitvijo mejnih grofov. Njihova glavna naloga je bila obramba in zaščita vzhodnih mark. Leta 948 je cesar Oton I. ustanovil mejne grofe za izvajanje cesarskega nadzora nad poganskimi Slovani zahodno od reke Odre. Oton je ustanovil škofiji Brandenburg in Havelberg. Severna marka je bila ustanovljena kot severovzhodno obmejno ozemlje Svetega rimskega cesarstva. Vendar pa je velika vstaja Vendov leta 983 pregnala cesarske sile z ozemlja današnjega Brandenburga. Regija se je vrnila pod nadzor slovanskih voditeljev.

### Pozni srednji vek
V 12. stoletju so nemški kralji in cesarji ponovno vzpostavili nadzor nad mešanimi slovansko poseljenimi deželami današnjega Brandenburga, čeprav so se nekateri Slovani, kot so Lužiški Srbi v Lužicah, prilagodili germanizaciji in obdržali svojo posebnost. Rimskokatoliška cerkev je prinesla škofije, ki so s svojimi obzidanimi mesti varovale meščane pred napadi. Z menihi in škofi se je začela zgodovina mesta Brandenburg an der Havel, ki je bilo prvo središče dežele Brandenburg.
Leta 1134, po nemškem križarskem pohodu proti Vendom, je cesar Lotar III. nemškemu magnatu Albertu Medvedu podelil Severno marko. Uradno je podedoval mesto Brandenburg in dežele Hevelov od njihovega zadnjega vendskega vladarja Pribislava leta 1150. Potem ko je v 1150-ih zatrl silo Sprevanov, ki je zasedla mesto Brandenburg, se je Albert razglasil za vladarja nove mejne grofije Brandenburg. Albert in njegovi potomci Askanijci so nato znatno napredovali pri osvajanju, kolonizaciji, pokristjanjevanju in obdelovanju dežel vse do Odre na vzhodu. V tej pokrajini so se med seboj poročali slovanski in nemški prebivalci. V 13. stoletju so Askanijci začeli osvajati ozemlje vzhodno od Odre, pozneje znano kot Neumark (Nova marka).
Leta 1320 se je brandenburška askanijska linija končala in od leta 1323 do 1415 je bil Brandenburg pod nadzorom bavarskih Wittelsbachov, ki so jim sledile luksemburške rodbine. Pod Luksemburžani je brandenburški mejni grof dobil status volilnega kneza Svetega rimskega cesarstva. V obdobju 1373–1415 je bil Brandenburg del češke krone. Leta 1415 je cesar Sigismund Luksemburški podelil volilno oblast Brandenburg rodbini Hohenzollern, ki je vladala do konca prve svetovne vojne. Hohenzollerji so svojo prestolnico ustanovili v Berlinu, ki je bil takrat gospodarsko središče Brandenburga.

### 16. in 17. stoletje
Brandenburg se je spreobrnil v protestantizem leta 1539 po protestantski reformaciji in se je v 16. stoletju s širitvijo trgovine vzdolž rek Laba, Havel in Spree na splošno dobro znašel. Hohenzollerji so razširili svoje ozemlje s sovladarstvom od leta 1577 in pridobitvijo vojvodine Prusije leta 1618, vojvodine Cleves (1614) v Porenju in ozemlja v Vestfaliji. Rezultat je bila obsežna, nepovezana država, znana kot Brandenburg-Prusija, ki je bila med tridesetletno vojno v slabem stanju, da bi se branila.
Toda proti koncu tega uničujočega spopada je Brandenburg užival v nizu nadarjenih vladarjev, ki so širili svoje ozemlje in moč v Evropi. Prvi med njimi je bil Friderik Viljem, tako imenovani »veliki volilni knez«, ki si je neumorno prizadeval za obnovo in utrjevanje naroda. Kraljevo rezidenco je preselil v Potsdam. Ob Vestfalskem miru se je njegov odposlanec Joachim Friedrich von Blumenthal pogajal o pridobitvi več pomembnih ozemelj, kot je Halberstadt. V skladu s pogodbo iz Olive se je Christoph Caspar von Blumenthal (sin zgornjega) pogajal o vključitvi vojvodine Prusije v dediščino Hohenzollernov.

### Kraljevina Prusija in Nemško cesarstvo
Ko je Friderik Viljem leta 1688 umrl, mu je sledil sin Friderik, tretji s tem imenom v Brandenburgu. Ker so bila ozemlja, ki so bila pridobljena v Prusiji, zunaj meja Svetega rimskega cesarstva, je Friderik prevzel (kot Friderik I.) naziv kralj v Prusiji (1701). Čeprav je njegovo samopromocijo iz mejnega grofa v kralja temeljilo na njegovem nazivu vojvodine Prusije, je bil Brandenburg še vedno najpomembnejši del kraljestva. Vendar je ta združena država znana kot Kraljevina Prusija.
Brandenburg je ostal jedro Kraljevine Prusije in je bil mesto prestolnic kraljestva, Berlin in Potsdam. Ko je bila Prusija leta 1815 razdeljena na province, je ozemlje mejne grofije Brandenburg postalo provinca Brandenburg, ki je bila ponovno razdeljena na vladni regiji Frankfurt in Potsdam. Leta 1881 je bilo mesto Berlin ločeno od dežele Brandenburg. Vendar pa so industrijska mesta, ki obkrožajo Berlin, ležala znotraj Brandenburga in rast industrijskega gospodarstva v regiji je povzročila povečanje prebivalstva province. Provinca Brandenburg je imela površino 39.039 km² in 2,6 milijona prebivalcev (1925). Po porazu Nemčije v drugi svetovni vojni je Neumark, del Brandenburga vzhodno od črte Odra–Nisa, čeprav na tem območju ni bilo poljsko govorečega prebivalstva, postal del Poljske. Vse prebivalstvo nekdanjega Vzhodnega Brandenburga je bilo množično izgnano. Preostanek province je po razpadu Prusije leta 1947 postal država v sovjetski okupacijski coni v Nemčiji.

### Vzhodna Nemčija
Po ustanovitvi Vzhodne Nemčije leta 1949 je Brandenburg oblikoval eno od njenih sestavnih držav. Zvezno deželo Brandenburg je leta 1952 socialistična vlada Vzhodne Nemčije popolnoma razpustila in odpravila vse sestavne dežele. Vzhodnonemška vlada je nato razdelila Brandenburg med več okrožij. (Glej upravno razdelitev Nemške demokratične republike). Večina Brandenburga je ležala v okrožjih Cottbus, Frankfurt ali Potsdam, vendar so deli nekdanje province prešli v okrožja Schwerin, Neubrandenburg in Magdeburg (mesto Havelberg). Vzhodna Nemčija se je močno zanašala na lignit (najnižji razred premoga) kot vir energije, rudniki lignita pa so kazili območja jugovzhodnega Brandenburga. Industrijska mesta v okolici Berlina so bila pomembna za vzhodnonemško gospodarstvo, medtem ko je podeželski Brandenburg ostal pretežno kmetijski.

### Zvezna republika Nemčija
Sedanja dežela Brandenburg je bila ponovno ustanovljena 3. oktobra 1990 po ponovni združitvi Nemčije. Novoizvoljeni deželni zbor Brandenburga se je prvič sestal 26. oktobra 1990. Tako kot v drugih nekdanjih delih Vzhodne Nemčije je pomanjkanje sodobne infrastrukture in izpostavljenost konkurenčnemu tržnemu gospodarstvu Zahodne Nemčije povzročilo široko brezposelnost in gospodarske težave. V zadnjih letih pa se je infrastruktura Brandenburga posodobila in brezposelnost se je počasi zmanjševala.

### Poskus združitve Berlin-Brandenburg
Pravna podlaga za združeno deželo Berlin in Brandenburg se razlikuje od drugih predlogov za združitev dežel. Običajno 29. člen temeljnega zakona določa, da se dežele lahko združijo šele po sprejetju posebnega zveznega zakona parlamenta. Vendar klavzula, dodana temeljnemu zakonu leta 1994, člen 118a, dovoljuje Berlinu in Brandenburgu združitev brez zvezne odobritve, kar zahteva referendum in ratifikacijo obeh deželnih parlamentov.
Leta 1996 je bil na referendumu zavrnjen poskus združitve dežel Berlin in Brandenburg. Oba imata skupno zgodovino, narečje in kulturo in leta 2020 se več kot 225.000 prebivalcev Brandenburga vozi v Berlin. Fuzija je imela skoraj soglasno podporo široke koalicije obeh državnih vlad, političnih strank, medijev, poslovnih združenj, sindikatov in cerkva. Čeprav je Berlin glasoval za z majhno razliko, ki je v veliki meri temeljila na podpori v nekdanjem Zahodnem Berlinu, so volivci Brandenburga z veliko razliko zavrnili združitev. Propadla je predvsem zaradi tega, ker volivci v Brandenburgu niso želeli prevzeti velikega in naraščajočega javnega dolga Berlina in so se bali izgube identitete in vpliva prestolnice.

## Geografija
Brandenburg na severu meji na Mecklenburg-Predpomorjansko, na vzhodu na Poljsko, na jugu na Saško, na zahodu na Saško-Anhalt in na severozahodu na Spodnjo Saško.
Reka Odra je del vzhodne meje, reka Laba pa del zahodne meje. Glavni reki v sami državi sta Spree in Havel. Na jugovzhodu je območje mokrišč, imenovano Spreewald; je najsevernejši del Lužic, kjer še vedno živijo Srbi, slovansko ljudstvo. Ta področja so dvojezična, tj. uporabljata se nemški in lužiški jezik.

### Zavarovana območja
Brandenburg je znan po dobro ohranjenem naravnem okolju in ambicioznih politikah varstva narave, ki so se začele v 1990-ih. Po ponovni združitvi Nemčije je bilo določenih 15 velikih zavarovanih območij. Vsako od njih ima državno financirano upravo in osebje parkovnega čuvaja, ki vodi obiskovalce in skrbi za ohranjanje narave. Večina zavarovanih območij ima centre za obiskovalce.
'Narodni parki
- Narodni park doline spodnje Odre (106 km2)

Biosferna območja
- Spreewald biosferni rezervat (474 km²)
- Biosferni rezervat Schorfheide-Chorin (1291 km²)
- Rečna pokrajina Biosferni rezervat Elba-Brandenburg (533 km²)

Naravni parki
- Naravni park Barnim (750 km²)
- Naravni park Dahme-Heideseen (594 km²)
- Naravni park High Fläming (827 km²)
- Naravni park Märkische Schweiz (204 km²)
- Naravni park [[Niederlausitzer Heidelandschaft (490 km²)
- Naravni park Niederlausitzer Landrücken (580 km²)
- Naravni park Nuthe-Nieplitz (623 km²)
- Naravni park Schlaube Valley (225 km²)
- Naravni park Uckermark Lakes (895 km²)
- Naravni park Westhavelland (1315 km²)
- Naravni park Stechlin-Ruppiner Land (1080 km²)

## Upravna delitev
Brandenburg je razdeljen na 14 podeželskih okrožij (Landkreise) in štiri mestna okrožja (kreisfreie Städte), prikazanih s številom prebivalcev leta 2011:

| Okrožje                        | Število prebivalcev |
| ------------------------------ | ------------------- |
| Barnim                         | 176.953             |
| Dahme-Spreewald                | 161.556             |
| Elbe-Elster                    | 110.291             |
| Havelland                      | 155.226             |
| Märkisch-Oderland              | 189.673             |
| Oberhavel                      | 203.508             |
| Oberspreewald-Lausitz          | 120.023             |
| Oder-Spree                     | 182.798             |
| Ostprignitz-Ruppin             | 102.108             |
| Potsdam-Mittelmark             | 205.678             |
| Prignitz                       | 80.872              |
| Spree-Neiße                    | 124.662             |
| Teltow-Fläming                 | 161.546             |
| Uckermark                      | 128.174             |
| Stadt Brandenburg an der Havel | 71.534              |
| Stadt Cottbus                  | 102.129             |
| Stadt Frankfurt ob Odri        | 60.002              |
| Stadt Potsdam                  | 158.902             |

## Gospodarstvo
Bruto domači proizvod (BDP) države je leta 2018 znašal 72,9 milijarde evrov, kar je predstavljalo 2,2 % nemške gospodarske proizvodnje. BDP na prebivalca, prilagojen kupni moči, je v istem letu znašal 26.700 evrov ali 88 % povprečja EU27. BDP na zaposlenega je znašal 91 % povprečja EU. BDP na prebivalca je bil tretji najnižji med vsemi deželami v Nemčiji.
Stopnja brezposelnosti je novembra 2022 znašala 5,6 % in je bila višja od nemškega povprečja, a nižja od povprečja Vzhodne Nemčije.